# بيت الخياطى (الطويلة)

تعديل مصدري - تعديل

بيت الخياطى هي إحدى قرى عزلة القصبة بمديرية الطويلة التابعة لمحافظة المحويت، بلغ تعداد سكانها 390 نسمة حسب تعداد اليمن لعام 2004.